# Geneviève Fontanel
Geneviève Paule Clairette Fontanel (* 27. Juni 1936 in Bordeaux; † 17. März 2018 in Draveil, Essonne) war eine französische Theater- und Filmschauspielerin.

## Leben
Geneviève Fontanel kam 1936 als Tochter von Joan (geb. Banette) und Jean Fontanel in Bordeaux zur Welt. Als sie vier Monate alt war, siedelte die Familie nach Casablanca über. Mit 18 Jahren kehrte Fontanel nach Frankreich zurück, wo sie sich in Paris am Centre d’Art Dramatique de la rue Blanche und am Conservatoire national supérieur d’art dramatique zur Schauspielerin ausbilden ließ. Nach ihrem Abschluss – sie hatte am Konservatorium in den Fächern Comédie Classique und Comédie Moderne jeweils den ersten Preis erhalten – wurde sie 1958 in das Ensemble der Comédie-Française aufgenommen, dem sie bis 1962 angehörte. Auf der Theaterbühne war sie seinerzeit sowohl in klassischen Werken Molières und Marivaux’ als auch in zeitgenössischen Boulevardstücken zu sehen.
Ab 1960 stand Fontanel regelmäßig vor der Filmkamera. Einer ihrer ersten Filme war die Komödie Ein Affe im Winter (1962) mit Jean Gabin und Jean-Paul Belmondo in den Hauptrollen. Fontanel war fortan hauptsächlich in Nebenrollen zu sehen, wie etwa in Philippe de Brocas Filmkomödie Ich war eine männliche Sexbombe (1964) und in der Literaturverfilmung Angélique (1964). Eine Hauptrolle hatte sie 1967 in der Fernsehserie Vidocq inne, die in 13 Folgen das Leben des französischen Kriminalisten Eugène François Vidocq nacherzählt. Eine größere Rolle hatte sie auch 1973 in dem auf einem wahren Kriminalfall beruhenden Krimidrama Die Affäre Dominici, wo sie neben Victor Lanoux  und Gérard Depardieu die Schwiegertochter von Jean Gabin spielte.
Für ihre darstellerische Leistung als Inhaberin einer Dessous-Boutique in François Truffauts Der Mann, der die Frauen liebte (1977) erhielt Fontanel eine Nominierung für den César in der Kategorie Beste Nebendarstellerin. Sie unterlag jedoch Marie Dubois. Anschließend spielte Fontanel an der Seite von Simone Signoret in Madame Rosa (1977) und neben Louis de Funès in Claude Zidis Der Querkopf (1978). Es folgten zahlreiche Fernsehproduktionen, in denen sie mitwirkte. 1984 war sie auch in Bertrand Bliers Filmdrama Geschichte eines Lächelns neben Alain Delon zu sehen.
Über die Jahre blieb sie stets auch dem Theater verbunden. Am Pariser Théâtre Marigny trat sie von 1967 bis 1983 mehrfach in Theaterinszenierungen auf, die im Rahmen der Sendung Au théâtre ce soir im französischen Fernsehen ausgestrahlt wurden. So trat sie etwa 1978 als Gräfin Ferraud in einer Bühnenadaption der Balzac-Erzählung Oberst Chabert unter der Regie von Jean Meyer auf. Für eine Inszenierung von Edward Albees Theaterstück Empfindliches Gleichgewicht wurde sie 1999 mit dem Theaterpreis Molière in der Kategorie Beste Nebendarstellerin ausgezeichnet. Ein Jahr später war sie erneut in ebendieser Kategorie für den Molière nominiert.
Im Jahr 2005 übernahm Fontanel 19 Folgen lang eine der Hauptrollen in der Fernsehserie Faites comme chez vous, einer französischen Adaption der erfolgreichen spanischen Sitcom Aquí no hay quien viva. Ihre letzte Rolle spielte sie 2015 am Théâtre Montparnasse neben Judith Magre, Claire Nadeau und Édith Scob in dem Stück Les Grandes filles, das von vier älteren Frauen unterschiedlicher Herkunft handelt, die auf ihr Leben zurückblicken und sich trotz aller Widrigkeiten ihren Humor bewahrt haben.
Fontanel war von 1965 bis zu ihrem Tod im Jahr 2018 mit dem Schauspieler und Maler Jacques Destoop (* 1931) verheiratet. Aus der Ehe ging die gemeinsame Tochter Isabelle Destoop hervor.

## Filmografie (Auswahl)
- 1962: Ein Affe im Winter (Un singe en hiver)
- 1964: Ich war eine männliche Sexbombe (Un monsieur de compagnie)
- 1964: Angélique (Angélique, marquise des anges)
- 1966: Ich heirate (k)einen Millionär! (Comment ne pas épouser un milliardaire) (TV-Serie)
- 1967: Vidocq (TV-Serie, zwölf Folgen)
- 1969: Drei Mann auf einem Pferd (Trois hommes sur un cheval)
- 1972: Spion im Dienste Napoleons (Schulmeister, espion de l’empereur) (TV-Serie, eine Folge)
- 1973: Die unbekannte Schöne (La femme en bleu)
- 1973: Die Affäre Dominici (L’Affaire Dominici)
- 1976: Lauf mir nach, daß ich Dich fange (Cours après moi … que je t’attrape)
- 1977: Der Mann, der die Frauen liebte (L’Homme qui aimait les femmes)
- 1977: Madame Rosa (La Vie devant soi)
- 1978: Der Querkopf (La Zizanie)
- 1980: Cocktail Molotov
- 1980: Liebe Unbekannte (Chère inconnue)
- 1980: Achtung Zoll! (TV-Serie, eine Folge)
- 1980: Die Sonnenpferde (Les Chevaux du soleil) (TV-Serie)
- 1981: Der trojanische Krieg findet nicht statt (La Guerre de Troie n’aura pas lieu) (TV-Film)
- 1984: Geschichte eines Lächelns (Notre histoire)
- 1985: Série noire – Pitié pour les rats (TV-Reihe, eine Folge)
- 1985–1991: Maguy (TV-Serie, fünf Folgen)
- 1989: Maigret – Tempête sur la manche (TV-Reihe, eine Folge)
- 1990: Un jeu d’enfant
- 1991: Die schöne Lili (La Reine blanche)
- 1992: Le Fils du Mékong
- 1994: Montparnasse-Pondichéry
- 1996–1999: Le Refuge (TV-Reihe, vier Folgen)
- 1999: Une pour toutes
- 2000: Marie et Tom (TV-Film)
- 2001: Kommissar Navarro (Navarro) (TV-Serie, eine Folge)
- 2005: Faites comme chez vous (TV-Serie, 19 Folgen)
- 2005: Mit den Waffen eines Vaters (Vérité oblige) (TV-Serie, eine Folge)
- 2006: La Reine Sylvie (TV-Film)
- 2010: À 10 minutes de la plage (TV-Film)
- 2011: J’ai peur d’oublier (TV-Film)
- 2012: Boulevard du Palais – Une juste cause (TV-Reihe, eine Folge)

## Theaterauftritte (Auswahl)
- 1959: Der Bürger als Edelmann (Le Bourgeois gentilhomme) von Molière – als Lucile, Comédie-Française
- 1959: Électre von Jean Giraudoux – als Agathe, Comédie-Française
- 1959: La Méprise von Pierre Carlet de Marivaux – als Lisette, Comédie-Française
- 1959: Das Impromptu von Versailles (L’Impromptu de Versailles) von Molière – als Mademoiselle De Brie und Mademoiselle Molière, Comédie-Française
- 1959: Die Zwangsheirat (Le Mariage forcé) von Molière – als Dorimène, Comédie-Française
- 1959: Die lächerlichen Preziösen (Les Précieuses ridicules) von Molière – als Magdelon, Comédie-Française
- 1961: Scapins Streiche (Les Fourberies de Scapin) von Molière – als Hyacinthe, Tournee der Comédie-Française in Kanada und den USA
- 1961: Der Gefoppte (Le Dindon) von Georges Feydeau – als Maggy Soldignac, Tournee der Comédie-Française in Kanada und den USA
- 1961: Ein Fuß in der Schlinge (Un fil à la patte) von Georges Feydeau – als Viviane, Comédie-Française
- 1965: Heute abend wird aus dem Stegreif gespielt (Questa sera si recita a soggetto) von Luigi Pirandello – Regie André Barsacq, Théâtre de l’Atelier
- 1967: Die Dame vom Maxim (La Dame de chez Maxim) von Georges Feydeau – Regie Jacques Charon, Théâtre du Palais-Royal
- 1973: Welch gigantischer Schwindel (Ce formidable bordel) von Eugène Ionesco – Regie Jacques Mauclair, Théâtre Moderne
- 1975: Die Verhaftung (L’Arrestation) von Jean Anouilh – Regie Jean Anouilh und Roland Piétri, Théâtre de l’Athénée
- 1976: N’écoutez pas, mesdames! von Sacha Guitry – Regie Michel Roux, Théâtre Saint-Georges
- 1978: Le Colonel Chabert nach Honoré de Balzac – Regie Jean Meyer, Théâtre Marigny, Théâtre des Célestins
- 1978: Volpone von Stefan Zweig – Regie Jean Meyer, Théâtre Marigny
- 1980: Elephant Man von Bernard Pomerance – Regie Katherine Adamov, Théâtre de la Potinière
- 1992: La Trilogie marseillaise von Marcel Pagnol – Regie Jean-Luc Tardieu, Théâtre des Variétés
- 1988: Régulus 93 ou la Véritable histoire du citoyen Haudaudine von Catherine Decours – Regie: Jean-Luc Tardieu, Nantes
- 1998: Empfindliches Gleichgewicht (A Delicate Balance) von Edward Albee – Regie Bernard Murat, Théâtre Antoine
- 1999: Raisons de famille von Gérald Aubert – Regie Gildas Bourdet, Théâtre Hébertot
- 2000: Les Parents terribles von Jean Cocteau – Regie Jean-Claude Brialy
- 2007/2009–2010: Die Vagina-Monologe (The Vagina Monologues) von Eve Ensler – Regie Isabelle Rattier, Théâtre Michel
- 2015: Les Grandes filles von Stéphane Guérin – Regie Jean-Paul Muel, Théâtre Montparnasse

## Auszeichnungen
- 1978: Nominierung für den César in der Kategorie Beste Nebendarstellerin für Der Mann, der die Frauen liebte
- 1999: Molière in der Kategorie Beste Nebendarstellerin für Empfindliches Gleichgewicht
- 2000: Nominierung für den Molière in der Kategorie Beste Nebendarstellerin für Raisons de famille